# ダウン・バイ・ザ・サリー・ガーデンズ
「ダウン・バイ・ザ・サリー・ガーデンズ」（英語: Down By The Salley Gardens）はアイルランドの詩人ウィリアム・バトラー・イェイツによる、近代に流行した英語バラッドの断片を基に作った素朴な八行詩である。1889年の詩集に収録された。邦題は「柳の園に来て」「柳の苑生」「柳の庭のほとりで」「サリーガーデンのほとりで」など。後にこの詩に曲が付けられ歌になり、広く知られるようになり、アイルランドの伝統的な民謡だと思っている人も少なくない。入り組んだ経緯を経て、アイルランド民謡の代表的な曲の一つとなっている、歌は日本では「サリー・ガーデン」「サリー・ガーデンズ」等と呼ばれることもある。

## 概説
イェイツが、アイルランドのスライゴ、バリソデア村の農婦がうろ覚えに歌っていた三行だけの歌の断片から元の歌を再構成しようとしもので、大部分が彼の創作である。当初は「歌い直された古い歌」（An Old Song Re-Sung）と題されていた。1889年の詩集『アシーンの放浪とその他の詩』（The Wanderings of Oisin and Other Poems）に収められた。
彼は、聞いた曲の断片は「古いアイルランドの詩行」だと思っていたが、実際にはアングロ・アイリッシュ文化の中で書かれ、近代に流通した英語バラッドであったことがわかっている。
サリーはゲール語で柳を意味する saileach に由来し、サリー・ガーデンとは柳の庭である。柳の枝は藁葺き屋根を葺くのに使われたので、アイルランドでは村の近くに小さな柳の林があるのが一般的で、若い恋人たちの逢瀬の場でもあった。
1909年にアイルランドの作曲家ハーバート・ヒューズが、イェイツが基にした歌とは別のアイルランドの曲の旋律を使って曲を付け（詳細は後述）、この歌はアイルランドの伝統歌謡のように扱われるようになり、民謡のレパートリーの中に加えられ、愛唱されるうちにイェイツの名前は薄れ、アイルランド民謡の代表的な曲の一つとして広く知られるようになった。最も多く録音されたアイルランドの歌の一つである。

## 詩
```
Down by the salley gardens my love and I did meet;
She passed the salley gardens with little snow-white feet.
She bid me take love easy, as the leaves grow on the tree;
But I, being young and foolish, with her did not agree.

In a field by the river my love and I did stand,
And on my leaning shoulder she laid her snow-white hand.
She bid me take life easy, as the grass grows on the weirs;
But I was young and foolish, and now I am full of tears.
```

日本語訳
```
柳の庭を下ったところで愛する人と逢った
彼女は白雪のような足で柳の庭を抜けて行った
彼女は僕に言った
恋は木の葉が茂るみたいに気楽に
でも僕は若くて愚かで、肯けなかった

川のほとりの原っぱに愛する人と立ち
彼女は白雪のような手を僕の肩に掛けた
彼女は僕に言った
人生は堰に草の茂るみたいに気楽に
でも僕は若くて愚かだった、そして今は涙で一杯だ
```

## もとになった曲
イェイツが聞いたという歌は、You Rambling Boys of Pleasure である可能性が高いと推測される。
この曲の歌詞はイェイツの詩より長く複雑で、若く愚かな男が恋人の真実の愛に満足できず、時が流れ彼女が心変わりする（おそらくお金のために）という、若い恋愛とその終わりが歌われている。

## 付けられた曲
1909年にハーバート・ヒューズが、アイルランドの古い曲「モーン海岸の乙女」（The Maids of Mourne Shore）の旋律を使って曲を付け、これをアイルランドのテナー歌手ジョン・マコーマクが歌い、広く知られるようになった。他の作曲家もこの詩に曲を付けているが、多くの人が思い浮かべる曲はヒューズによるものである。
イェイツ自身が、1935年にアイルランド自由国軍がこの歌を行進歌として演奏していたと記録しており、この頃にはすでにアイルランドの伝統的な民謡だと思われていたようである。
ヒューズ作曲の歌は愛唱されるうちに、アイルランドのフォークロアとしての土着性が最大の特徴となり、1990年代には、イギリスの一部である北アイルランド、ベルファスト出身のタマリンというバンドが、同じくベルファスト出身の言語運動家ショーン・マキンドラサによるアイルランド語訳の歌詞で歌い、現代におけるアイルランド性探求の試みとなっている。

### ヒューズ以外の曲
この詩はヒューズ以外にも、多くの作曲家を魅了した。20世紀前半は、芸術音楽でも「民族的」なるものへの関心が高まっており、この歌はアイルランド国外でも「アイルランド的」なものとして関心を集めたと思われ、特にイギリスでは、1920年代に作曲家のレベッカ・クラーク、1930年代に詩人で作曲家のアイヴァー・ガーニー、1943年にベンジャミン・ブリテンが、それぞれこの詩のために作曲・編曲を行っている。

### 録音
多くの歌手・グループに歌われており、著名な録音には以下のものがある。
- クラナド - 1番目のライブアルバムClannad in Concertに英語で歌ったものが収録。
- イェーツの詩を曲に載せたコレクション Now And In A Time To Be ではタマリンによるアイルランド語の歌が収録。
- Theodore Kotepanos ピアノ伴奏、ベンジャミン・ブリテン編曲によるものが、男性ソプラノ歌手アリス・クリストフェリスのアルバム Recital に収録。
- ケルティック・ウーマンのオーラ・ファロンのソロCD『ウォーター・イズ・ワイド』（The Water Is Wide）。
- フルート奏者ジェームズ・ゴールウェイによるインストルメンタル。
- イム・ヒョンジュのアルバム『サリー・ガーデンズ』に英語で歌ったものが収録。
- イェール大学合唱団ウィッフェンプーフスがジョン・ケリー（John Kelley）の編曲で、歌詞を追加し、いくつかレコーディングをしている。
- アンサンブル・プラネタ - デビュー・アルバム『Ensemble Planeta アンサンブル・プラネタ』に収録。
- フジテレビ系『ノイタミナ』枠内放送アニメ『フラクタル』エンディングテーマ（歌 - AZUMA HITOMI）。
- ロリーナ・マッケニット（Loreena McKennitt）のアルバム『The Wind That Shakes The Barley』に収録。
- 谷山浩子が日本語詞を付し「家族の風景」として歌っている（アルバム『花さかニャンコ』収録）。「家族の風景」は手嶌葵への提供曲で、九州電力のCMソングとして用いられた（アルバム『虹の歌集』収録）。